# Bogusław Ejtminowicz

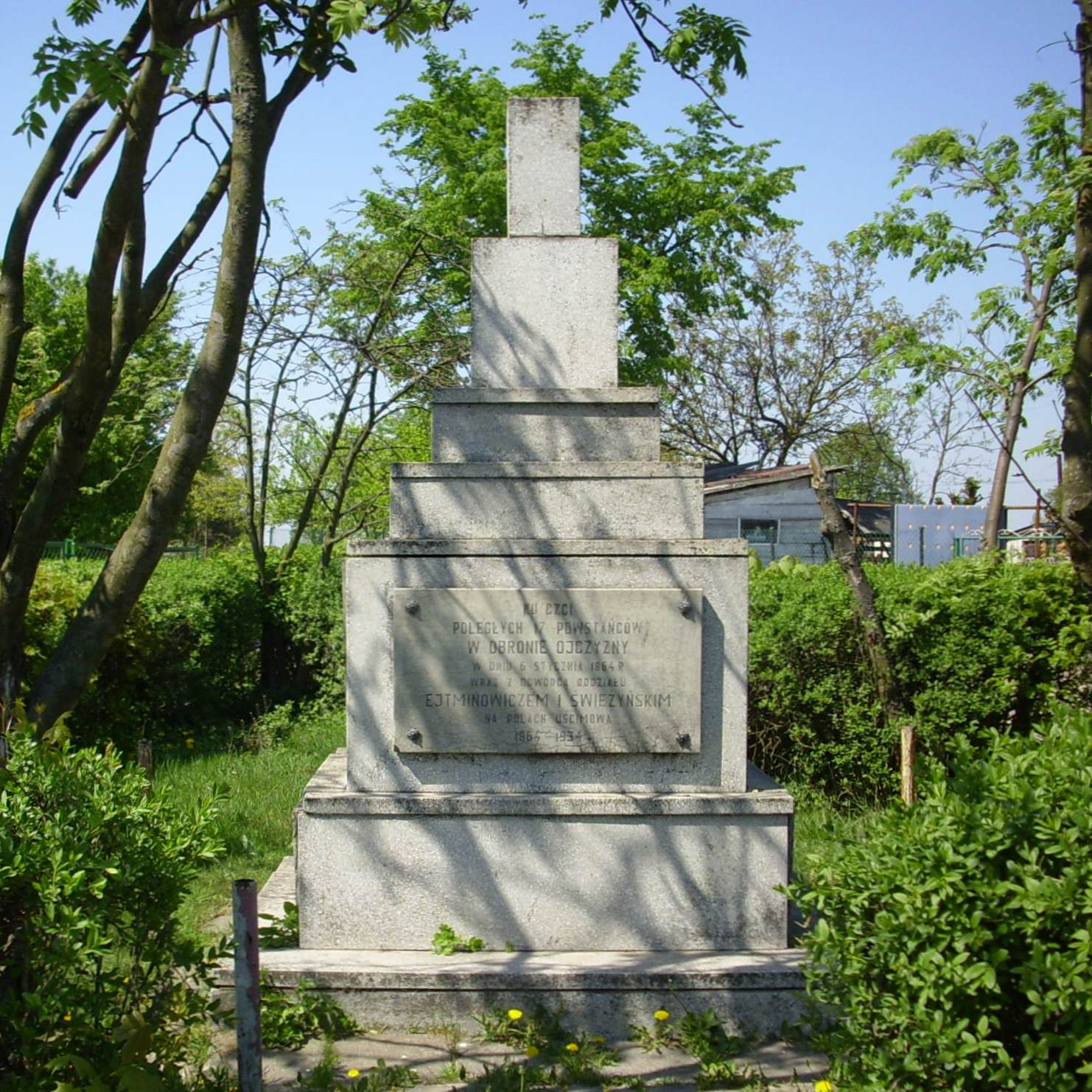
Pomnik w Starym Uścimowie, na którym wymienione jest nazwisko Ejtminowicza

Bogusław Montwiłł Ejtminowicz, notowane pisownie oboczne: Ejtmanowicz, Heltmanowicz; lit. Boguslavas Eitminavičius (ur. w 1830, zm. 6 stycznia 1864 pod Uścimowem) – służący w rosyjskim wojsku w randze kapitana, naczelnik wojenny powiatu sokólskiego, dowódca partii w powstaniu styczniowym.

## Życiorys
Był kapitanem garnizonu rosyjskiego w Białymstoku. Należał do grupy Polaków oficerów rosyjskich, związanych z organizacją tajną. Po bitwie pod Siemiatyczami nie przyjął oferowanego mu awansu i zdezerterował, prowadząc ze sobą kilkunastu zwolenników. Wstąpił do oddziału gen. Onufrego Duchińskiego (wraz z nim m.in. Antoni Barancewicz, Władysław Brandt, Kazimierz Kobyliński). Wkrótce przejął oddział zorganizowany przez jego brata, Juliana. Stoczył wiele bitew i potyczek. W listopadzie 1863 roku dotarł do warownego obozu Karola Krysińskiego koło wsi Lipniak. Podporządkował się najpierw Krysińskiemu, potem Waleremu Wróblewskiemu. Brał udział w kilku kolejnych potyczkach. Po porażce pod Ossową (31 grudnia 1863 roku), kiedy nastała konieczność rozdzielenia oddziałów powstańców, Ejtminowiczowi (wówczas już w randze majora) przyszło odejść z niewielkimi siłami w kierunku na Radzyń Podlaski. Zaskoczony pod Uścimowem (pod laskiem Jedlanka) nagłym atakiem rosyjskich dragonów, osobiście osłaniał odwrót swojej piechoty. Zginął, według jednej z wersji – rażony pałaszem, wedle innej – sam odebrał sobie życie.
Po śmierci został pochowany w Łęcznej. Jego ciało przewiózł i osobiście zlecił pochówek w Łęcznej mjr Buchner dowódca carski.
Miejsce śmierci majora zostało na długi czas zapomniane. Staraniem redaktora Adama Sikorskiego z Ośrodka TVP w Lublinie w 2008 roku udało się określić miejsce tego wydarzenia. Po tym wydarzeniu zawiązano społeczny komitet budowy pomnika, pod honorowym patronatem Prezydenta Lecha Kaczyńskiego. W dniu 3 października 2009 roku, między innymi z udziałem przedstawiciela ambasady litewskiej, odbyło się uroczyste odsłonięcie pomnika z dwujęzycznym napisem.

## Literatura
- Kronika powstań polskich 1794-1944, Wydawnictwo Kronika, Warszawa, ISBN 83-86079-02-9, s. 249.

## Materiały multimedialne
- „Lipniak oddaje tajemnice” z cyklu „Było nie minęło” pod red. A. Sikorskiego, TVP Info, 28 czerwca 2008 roku.